# Megalognatha procera
Megalognatha procera is een keversoort uit de familie bladkevers (Chrysomelidae). De wetenschappelijke naam van de soort werd in 1888 gepubliceerd door Quedenfeldt.